# Carlos José Ochoa
Carlos José Ochoa (Nirgua, 14 de dezembro de 1980) é um ciclista venezuelano.
Típico escalador sul americano, estreiou como profissional em 2006 com a equipa LPR e depois de retornar à Venezuela regressou ao profissionalismo com a equipa italiana Serramenti PVC Diquigiovanni-Androni Gioccatoli.
A Volta a Venezuela e a Volta Independência Nacional (República Dominicana) ambas em 2008, são as suas principais conquistas.

## Palmarés
2003
- 2º no Campeonato da Venezuela de Contrarrelógio

2005
- 1 etapa da Volta Independência Nacional

2008
- 1 etapa do Tour de San Luis
- Volta Independência Nacional, mais 2 etapas
- Volta a Venezuela, mais 1 etapa

2010
- 2º no Campeonato da Venezuela de Ciclismo em Estrada

2013
- Volta a Venezuela

## Equipas
- Team LPR (2006)
- Androni Giocattoli (2008-2014)

Serramenti PVC Diquigiovanni-Androni Giocattoli (2008-2009)
Androni Giocattoli-Serramenti PVC Diquigiovanni (2010)
Androni Giocattoli-C.I.P.I. (2011)
Androni Giocattoli (2012)
Androni Giocattoli-Venezuela (2013-2014)